# Glypta hondoana
Glypta hondoana là một loài tò vò trong họ Ichneumonidae.